# Arnottia
Arnottia é um género botânico pertencente à família das orquídeas (Orchidaceae).

## Espécies
1. Arnottia imbellis (Frapp. ex Cordem.) Schltr., Beih. Bot. Centralbl. 33(2): 398 (1915).
2. Arnottia inermis (Thouars) S.Moore in J.G.Baker, Fl. Mauritius: 339 (1877).
3. Arnottia mauritiana A.Rich., Mém. Soc. Hist. Nat. Paris 4: 30 (1828).
4. Arnottia simplex (Frapp. ex Cordem.) Schltr., Beih. Bot. Centralbl. 33(2): 398 (1915).